# Jean-Pierre Rouget

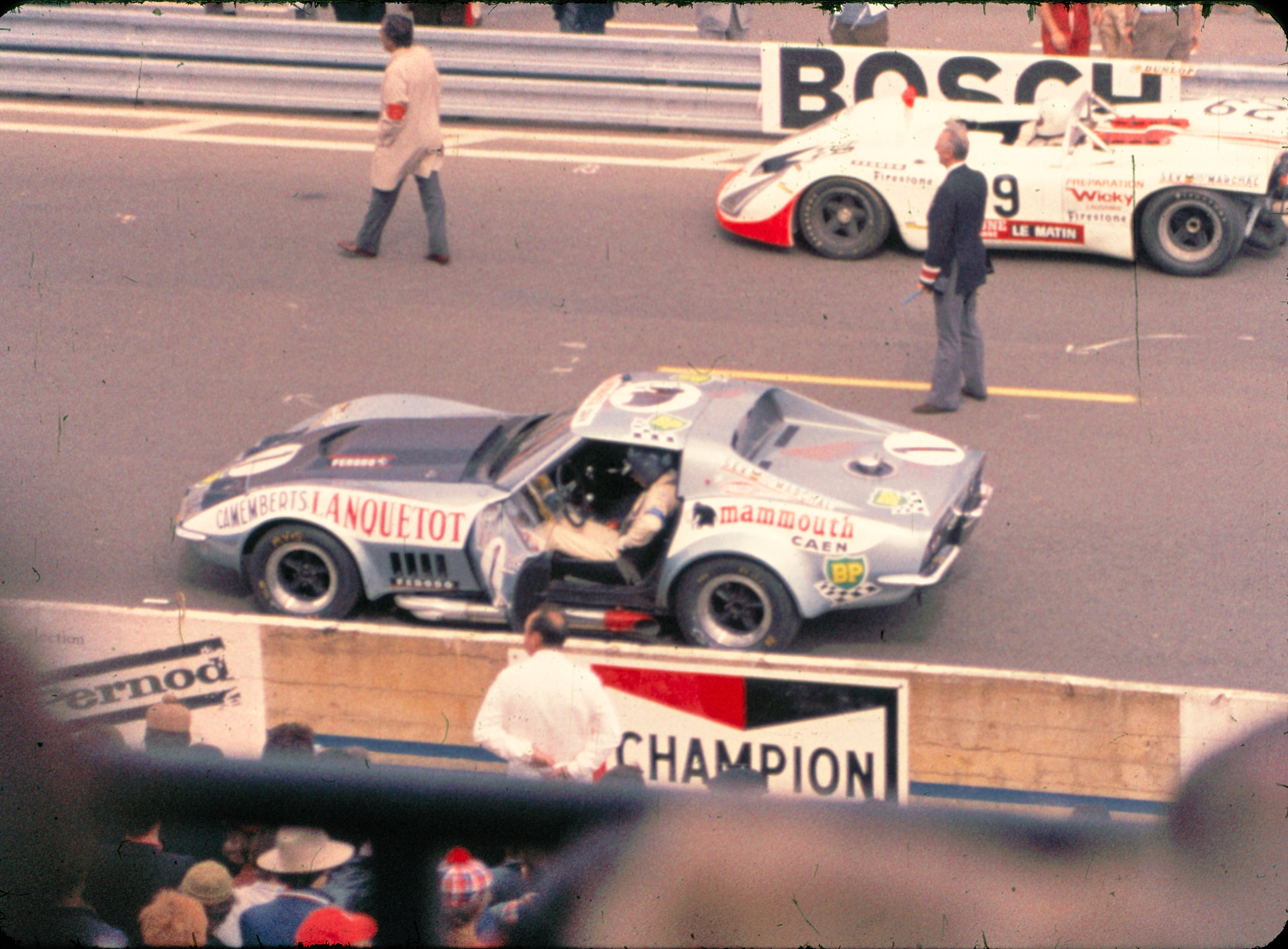
Vor dem Start zum 24-Stunden-Rennen von Le Mans 1971. Vorne der Chevrolet Corvette Stingray von Jean-Claude Aubriet und Jean-Pierre Rouget. Dahinter der Porsche 908/02 von André Wicky und Max Cohen-Olivar

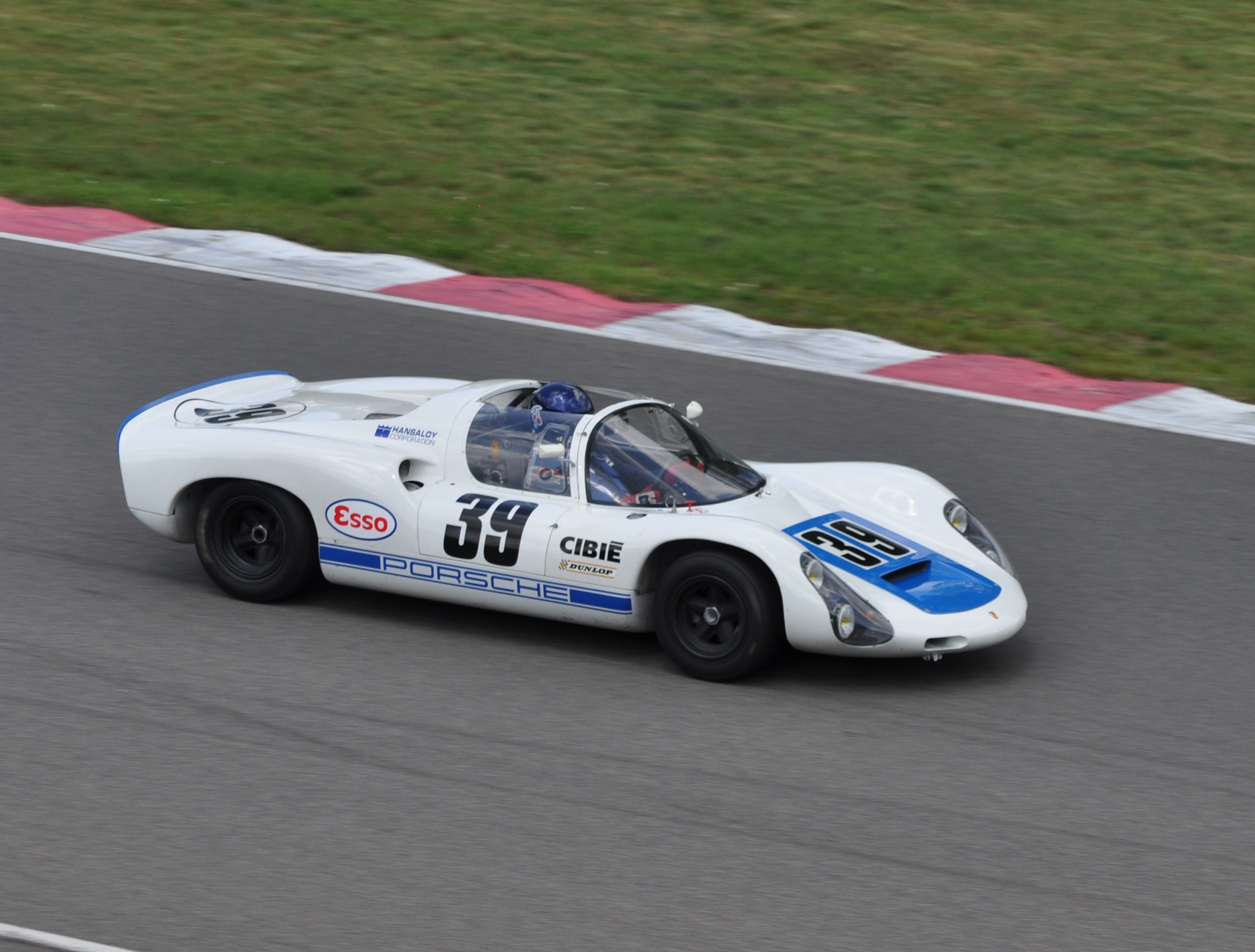
Auf einem Porsche 910 erreichte Jean-Pierre Rouget mit dem zweiten Rang beim 4-Stunden-Rennen von Le Mans 1973 seine beste Platzierung bei einem Sportwagenrennen

Jean-Pierre Rouget (* 22. Februar 1941 in Paris) ist ein ehemaliger französischer Rallye- und Rundstreckenrennfahrer.

## Karriere als Rennfahrer

### Rallyesport
Jean-Pierre Rouget war ein vielseitiger Rennfahrer. Er fuhr Monoposto-, GT- sowie Sportwagenrennen und war im Rallyesport aktiv. Zwischen 1966 und 1991 war er bei 77 Rallyes gemeldet, darunter 16 Veranstaltungen der Rallye-Weltmeisterschaft. Die Karriere begann mit der Rallye Monte Carlo 1966, damals ein Wertungslauf der Rallye-Europameisterschaft. Bei dieser Rallyeveranstaltung, die Pauli Toivonen mit Co-Pilot Ensio Mikkander im Citroën DS21 gewann, schied Rouget (Beifahrer Jean-Claude Depret) im Ford Cortina aus. Seine erste Platzierung war der dritte Gesamtrang bei der Rallye du Mont-Blanc 1970, mit Co-Pilot Willy Huret im Alpine A110 1600.
Seine ersten Gesamtsiege gelangen ihm 1975. Rund um die wallonische Gemeinde Couvin fand das Criterium Lucien Bianchi statt, benannt nach dem 1968 auf dem Circuit des 24 Heures tödlich verunglückten belgischen Rennfahrer Lucien Bianchi. Rouget siegte auf einem Porsche 911 Carrera RSR 2.8. Den zweiten Saisonerfolg erreichte er bei der Rallye International de Picardie 1975.
Jean-Pierre Rouget war bis zum Ablauf der Rennsaison 1988, als er bei der Monte Carlo Rallye auf einem Ford Sierra RS Cosworth mit einem Schaden am Turbolader ausschied, im Rallyesport engagiert. Bei der Rallye Monte Carlo erzielte er auch seine beste Platzierung bei einem Weltmeisterschaftslauf. Auf einem Talbot Samba Rallye wurde er mit Beifahrer Françoise Lelièvre 1984 Fünfzehnter der Gesamtwertung.

### Rundstreckenrennen
Die Rundstreckenkarriere begann mit einem 14. Rang bei der Trophée d’Auvergne 1967. Er startete mehrmals bei der Tour de France für Automobile und dem 24-Stunden-Rennen von Le Mans. Seine beste Platzierung bei einem Sportwagenrennen war der zweite Gesamtrang mit Raymond Touroul im Porsche 910 beim 4-Stunden-Rennen von Le Mans 1973 (Sieger Gijs van Lennep und Herbert Müller im Porsche Carrera RSR).
Nachdem er 1980 einen Wertungslauf zur Französischen Formel-3-Meisterschaft gefahren war, beendete er seine Motorsportkarriere 1991 mit einem Gaststart in der französischen Formel-Renault-Meisterschaft.

## Statistik

### Le-Mans-Ergebnisse
| Jahr | Team            | Fahrzeug                    | Teamkollege         | Platzierung     | Ausfallgrund     |
| ---- | --------------- | --------------------------- | ------------------- | --------------- | ---------------- |
| 1970 | Greder Racing   | Chevrolet Corvette C3       | Henri Greder        | nicht klassiert |                  |
| 1971 | Écurie Léopard  | Chevrolet Corvette Stingray | Jean-Claude Aubriet | Ausfall         | Kraftübertragung |
| 1972 | Shark Team      | Ford Capri 2600 RS          | Jean-Claude Guérie  | Ausfall         | kein Öldruck     |
| 1973 | Raymond Touroul | Porsche 910                 | Raymond Touroul     | Ausfall         | Benzinsystem     |